# U-48 (1939)
U-48 – niemiecki, oceaniczny jednokadłubowy okręt podwodny typu VIIB o wyporności 857 ton w zanurzeniu, zwodowany 8 marca 1939 roku w stoczni Germania w Kilonii. Okręt o zasięgu 8700 mil morskich na powierzchni przy prędkości 10 węzłów wyposażony był w cztery wyrzutnie torpedowe kalibru 533 mm na dziobie i jedną tej samej średnicy na rufie. Uzbrojenie jednostki uzupełniało jedno działo kalibru 88 mm oraz działko przeciwlotnicze kalibru 20 mm. Okręt mógł przenosić 14 torped G7a i G7e lub 39 wystrzeliwanych z wyrzutni torpedowych min TMA oraz TMB.
U-48 został przyjęty do służby w Kriegsmarine 22 kwietnia 1939 roku i podczas II wojny światowej przeprowadził 12 patroli operacyjnych. Pod dowództwem kolejno Herberta Schultze, Hansa Rösinga i Heinricha Bleichrodta został najskuteczniejszym okrętem podwodnym tego konfliktu – pod względem tonażu i liczby zatopionych jednostek – zatapiając 52 jednostki o łącznym tonażu ponad 300 000 ton. Po zakończeniu dwunastego patrolu U-48 został skierowany do prowadzenia działalności szkoleniowej na Bałtyku, którą prowadził do wycofania ze służby w październiku 1943 roku. 3 maja 1945 roku został samo-zatopiony w Neustadt.

## Budowa i konstrukcja

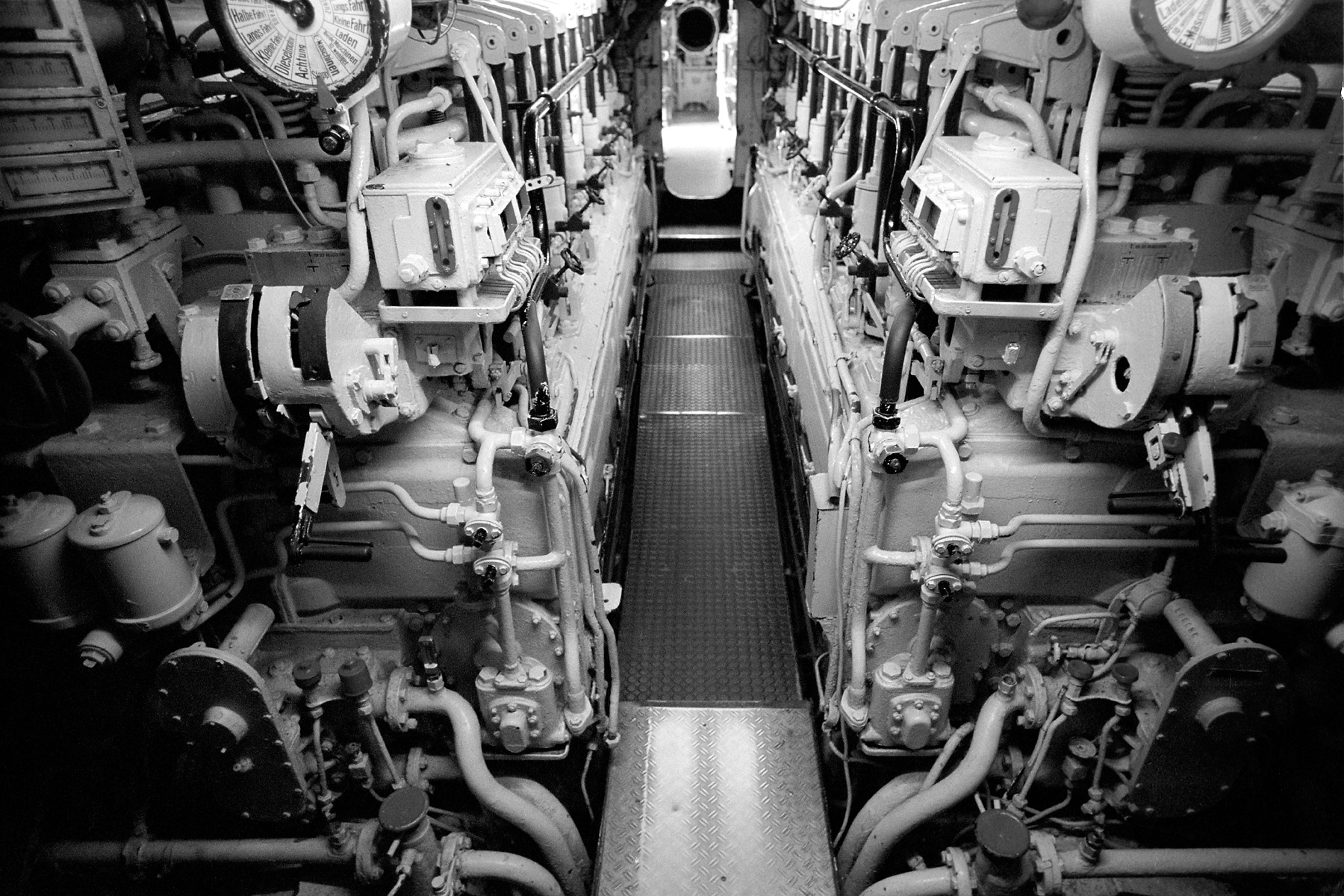
Wnętrze przedziału numer 5, z dwoma silnikami GW F46 o mocy 1600 KM. Zastosowanie turbodoładowania pozwoliło na zwiększenie sprawności o 20%, względem silników zastosowanych w jednostkach typu VIIA

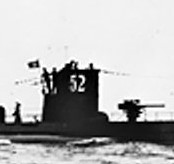
Typowy dla pierwszej grupy jednostek typu VIIB mały kiosk z niewielkim balkonem na szczycie.

U-48 należał do pierwszej grupy typu VIIB, należącego drugiej generacji okrętów podwodnych serii VII. Okręt został zaplanowany do budowy w ramach „Programu Zastępowania” z 1935 roku, w trzeciej serii okrętów tego programu (jednostki U-45 do U-48), które miały być oddane do użytku do 1 października 1938 roku. W wyniku rewizji tego programu z lipca 1935 roku, program budowy uległ zmianie i zakładał budowę jednostek U-45 do U-49 w okresie między 1 kwietnia 1937 roku a 1 kwietnia 1939 roku. Ostatecznie stępkę pod jednostkę położono 5 marca 1938 roku w stoczni Germaniawerft w Kilonii, a zwodowano ją 5 marca 1939 roku.
U-48 był jednokadłubowym średniej wielkości okrętem oceanicznym o konstrukcji spawanej Wypierał 753 tony na powierzchni i 857 w zanurzeniu, przy długości 64,5 metra, szerokości 5,8 metra i zanurzeniu 4,4 metra. Na powierzchni napędzany był dwoma sześciocylindrowymi, czterosuwowymi, silnikami Diesla Krupp–Germaniawerft F46 z super doładowaniem o łącznej mocy 3200 koni mechanicznych. Spaliny z dwóch silników mieszane były ze słoną wodą i systemem rur wydalane do morza, w celu minimalizacji smugi dymu w powietrzu. Napęd pod wodą natomiast zapewniały dwa generatory elektryczne GU460/8-276 o mocy 560 kW (375 KM każdy), z których każdy był zasilany energią z 62 ogniw kwasowo-ołowiowych (124 ogółem). Napędzane w ten sposób dwa wały z dwiema śrubami zapewniały maksymalną prędkość okrętu 17,2 węzła na powierzchni. Wały okrętu przechodziły przez rdzenie generatorów elektrycznych napędzając je w celu wytwarzania energii elektrycznej, umożliwiając w ten sposób ładowanie akumulatorów. W położeniu podwodnym okrętu, generatory czerpały zgromadzoną wcześniej energię z akumulatorów, i pracując jako silniki elektryczne, napędzały wały wraz ze śrubami. W celu zaoszczędzenia paliwa i zwiększeniu zasięgu, energia produkowana przez napędzany silnikiem Diesla jeden generator, mogła zostać przekierowana do drugiego generatora, napędzając go w celu pracy jako silnik elektryczny. Przy tym układzie, możliwa do osiągnięcia prędkość na powierzchni, nie przekraczała 6 węzłów. Wykorzystując obydwa generatory do pracy w charakterze silników elektrycznych, U-48 mógł płynąć pod wodą z prędkością nie większą niż 8 węzłów.
Przedłużenie okrętu o 2 metry względem jednostek poprzedzającego typu VIIA oraz zwiększenie pojemności zewnętrznych zbiorników „saddle tanks”, zwiększyło wyporność na powierzchni o 120 m³ (120 ton), wyporność standardowa wzrosła jednak jedynie z 500 to 517 ton, co miało ogromne znaczenie w świetle niemiecko-brytyjskiego układu morskiego z 1935 roku. Zapewniło jednak U-48 wzrost zasięgu nawodnego aż o ponad 2000 mil morskich. 108 ton paliwa, w które U-48 mógł zostać zaopatrzony, zapewniało mu zasięg na powierzchni wynoszący 6500 mil morskich przy prędkości 12 węzłów, zespół zaś akumulatorów elektrycznych pozwalał na przepłynięcie pod wodą 90 mil przy prędkości 4 węzłów.
Okręt wyposażony był w 4 wewnętrzne wyrzutnie torpedowe kalibru 533 milimetry na dziobie oraz jedną wyrzutnię umieszczoną na rufie. Standardowym wyposażeniem w tym zakresie było 14 torped G7a i nie pozostawiających gazowego śladu elektrycznych torped G7e. Torpedy z napędem spalinowym wyposażone były w zapalnik który mógł być przełączony na detonację kontaktową lub magnetyczną, torpedy elektryczne zaś mogły być eksplodowane wyłącznie magnetycznie. Uzbrojenie okrętu uzupełniało działo kalibru 88 mm SK C/35 oraz działko przeciwlotnicze kalibru 20 mm. Zamiennie z torpedami, zabrać też mógł 39 min TMA lub TMB.
Podstawowymi sensorami U-48 był sonar Gruppenhorchgerät (GHG) oraz dwa stalowe peryskopy umieszczone w przechodzącej pionowo przez kiosk studzience. Niewielki kiosk o wysokości nieco ponad 2 metrów mieścił także wyposażenie niezbędne do wystrzeliwania torped, w tym przede wszystkim analogowy komputer torpedowy, urządzenie odwzorowujące wskazania żyrokompasu oraz peryskop bojowy. Warunki socjalne na okręcie były bardzo prymitywne – jednostka wyposażona była w dwie muszle klozetowe, każda w ubikacji wielkości budki telefonicznej. Jedna umieszczona była na sterburcie na przedzie przedziału oficerskiego, druga zaś na rufie; ta jednak służyła najczęściej jako dodatkowa przestrzeń magazynowa dla żywności, toteż podczas rejsów 44 osoby załogi korzystały z jedynej toalety w przedziale oficerskim. Obok limitu przestrzeni magazynowej, ograniczone były również zapasy słodkiej wody, nikt więc nie miał pozwolenia na korzystanie z niej do mycia ciała, załoga zachęcana też była do niegolenia się. Tworzący się w związku z tym odór pod pokładem, maskowany był przy pomocy słodkich płynnych odświeżaczy powietrza.
W odróżnieniu od jednostek typu VIIA, U-48 otrzymał dwa stery kierunku na rufie w miejsce pojedynczego, co pozwoliło również na wyeliminowanie dużego mankamentu poprzedników przez umieszczenie rufowej wyrzutni torpedowej wewnątrz kadłuba sztywnego. Torpedy mogły być dzięki temu wystrzeliwane między płaszczyznami sterowymi, co ułatwiło także zwiększenie ładunku torped z 11 do 14 pocisków. Turbodoładowanie zwiększyło natomiast o 20% sprawność dieslowskiego napędu spalinowego.

## Służba operacyjna
U-48 został przyjęty do służby w Kriegsmarine 22 kwietnia tego samego roku. Pierwszym dowódcą jednostki został Herbert Schultze – pod jego dowództwem okręt wszedł w skład U-Flotylli „Wegener”, która w styczniu 1940 roku zmieniła nazwę na 7. Flotylla „Wegener”. 1 września 1939 roku U-48 znajdował się w składzie flotylli pod dowództwem korvettenkapitäna Ernsta Sobe, którą obok okrętu Schultze'a tworzyły dowodzony przez Alexandra Gelhaara U-45, U-46 (Herbert Sohler), U-47 (Günther Prien), U-51 (Dietrich Knorr), U-52 (Wolfgang Barten), U-53 (Ernst Heinicke), U-54 (Georg Michel) oraz zamówiony wcześniej dla Turcji U-A, który 1 października 1939 roku został objęty przez Hansa Cohausza. Operacyjnie okręt podlegał bezpośrednio Führerowi der Unterseeboote (FdU) Karlowi Dönitzowi, którego stanowisko zostało 19 września 1939 roku zmienione na Befehlshaber der U-Boote (BdU), oraz jego sztabowi – w tym przede wszystkim Eberhardowi Godtowi.

### Wojenne patrole operacyjne
19 sierpnia 1939 roku U-48 był jednym z 49 operacyjnych U-Bootów, które przed wybuchem drugiej wojny światowej, zostały wysłane na pozycje wyczekiwania na różnych akwenach – jedną z 18 jednostek podwodnych, które zostały wysłane na Atlantyk. Okręty 7. Flotylli w składzie U-45, U-46, U-47, U-48, U-52 i U-53, tworzyć miały drugą – dalej na zachód wysuniętą – linię dozoru, będącą częścią pierścienia otaczającego Wielką Brytanię, i operować miały w pasie rozciągającym się półkolem od Islandii po Zatoką Biskajską, przy czym U-48 otrzymał swój sektor operacyjny na zachód od tej ostatniej. Z rozkazu Adolfa Hitlera, początkowa ofensywa niemieckich okrętów podwodnych skupić się miała przede wszystkim na zwalczaniu żeglugi handlowej. U-Booty nie powinny prowadzić skoordynowanych ataków na jednostki wojenne, na tym etapie wojny Hitler nie chciał bowiem w jeszcze większym stopniu antagonizować aliantów, przez ataki na prestiżowe flagowe jednostki floty wojennej, jak pancerniki. Również przyczyn politycznych, U-Booty miały ściśle przestrzegać artykułu 22 traktatu londyńskiego z 1930 roku zwanego „1930 Submarine Protocol” (protokołem okrętów podwodnych), do którego Niemcy przystąpiły w 1936 roku na mocy niemiecko-brytyjskiego układu morskiego.
1 września 1939 roku po południu, U-48 odebrał wiadomość od Führera der Unterseeboote (FdU) o treści Rozpoczęcie działań wojennych przeciwko Polsce. Okręt nie napotkał jednak żadnych jednostek pod polską banderą, zaś 3 września o godzinie 1230 w U-48 odebrano kolejną wiadomość z FdU stanie wojny z Wielką Brytanią, pięć i pół godziny później zaś z Francją. Wkrótce po otrzymaniu wiadomości o wybuchu wojny z Wielką Brytanią, posiadający w tym czasie stopień kommodore Karl Dönitz (FdU) wysłał do swoich okrętów w morzu kolejną wiadomość, nakazującą im atakować brytyjską żeglugę bez czekania na atak przeciwnika, jednak podejmowanie ataku na francuskie jednostki cywilne było w tym czasie dopuszczalne jedynie w celu samoobrony. Wszystkie restrykcje nałożone na działania U-Bootów, związane były z przyjęta przez Hitlera strategią izolowania niemieckiej kampanii wojennej w Polsce, a jeśli nie byłoby to możliwe, kanclerz III Rzeszy miał nadzieję szybko zakończyć wojnę w Polsce i zawrzeć pokój na Zachodzie. Nie chciał więc wzbudzać prawdziwej wrogości względem Niemiec w Zjednoczonym Królestwie.

#### I patrol wojenny
Pierwsze dni patrolu upłynęły bez szczególnych wydarzeń, okręt niewykryty przeszedł z Morza Północnego na Atlantyk, gdzie nie napotkał żadnego ruchu morskiego, z wyjątkiem kilku jednostek rybackich. Wkrótce po otrzymaniu wiadomości o wybuchu wojny z Wielką Brytanią, posiadający w tym czasie stopień kommodore Karl Dönitz (FdU) wysłał do swoich okrętów w morzu kolejną wiadomość, nakazującą im atakować brytyjską żeglugę bez czekania na atak przeciwnika, jednak podejmowanie ataku na francuskie jednostki cywilne było w tym czasie dopuszczalne jedynie w celu samoobrony.

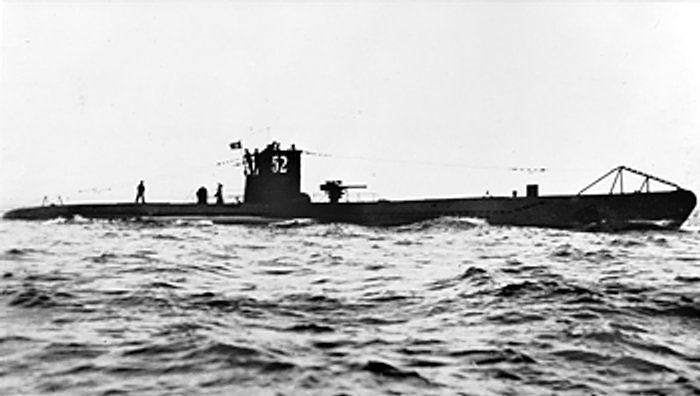
Wchodzący w skład tej samej 7. Flotylli U-52, okręt bliźniaczy U-48

4 września z pokładu U-48 dostrzeżono dwa tankowce, które zostały zatrzymane i po sprawdzeniu ich dokumentów puszczone wolno. W trakcie zatrzymania drugiego z nich, na wzburzonym morzu fala zmyła z pokładu okrętu podwodnego jednego z członków obsługi działa pokładowego, został jednak podniesiony z wody. Następnego dnia o 0815 rano, z pokładu usłyszano odległą eksplozję – krótko potem operator radia zameldował, że dowodzący U-47 kapitänleutnant Günther Prien zaraportował zatopienie parowca. Niedługo potem oficer wachtowy na pomoście zameldował o parowcu 10° z prawej burty. Dowodzący okrętem Herbert Schultze rozkazał obsadzić działo i za pomocą lampy sygnałowej rozkazał zatrzymać statek, który jednak nie zareagował na polecenie. Z pokładu U-48 oddano więc strzał ostrzegawczy 50 metrów przed dziób statku, co spowodowało zatrzymanie jednostki. Po przejrzeniu jej dokumentów, okazało się, że napotkana jednostka jest szwedzkim statkiem w drodze od Oslo, toteż kapitänleutnant Schultze zezwolił mu na kontynuowanie rejsu. Późnym popołudniem tego samego dnia, dostrzeżono jednak statek bez oznaczeń przynależności państwowej – U-48 zbliżył się do niego w zanurzeniu, chcąc uniknąć zbyt wczesnego odkrycia, a w odpowiedniej odległości Schultze wydał rozkaz wynurzenia. Rozkaz zatrzymania statku przekazano za pomocą flag sygnałowych, bez czekania jednak na reakcję dowódcy statku, U-48 oddał strzał ostrzegawczy z działa pokładowego. W reakcji na to napotkana jednostka zmieniła kurs, zaś operator radia zameldował, że statek przekazuje przez radio wywołanie w niebezpieczeństwie, podając swą pozycję oraz meldując o ostrzelaniu przez niemiecki okręt podwodny. Tym sposobem dowódca statku wyłączył swoją jednostkę spod ochrony prawa międzynarodowego, gdyż wezwanie pomocy wrogich okrętów jest aktem wrogim. Schultze rozkazał wobec tego otwarcie ognia artyleryjskiego w kierunku statku, i próbę przerwania pracy radiooperatora – po kilku trafieniach jednostka stanęła w płomieniach, zaś jego załoga rozpoczęła opuszczenie łodzi ratunkowych. Celem umożliwienia załodze opuszczenia statku Schultze wstrzymał ogień, po kilku minutach jednak, jego radiooperator ponownie rozpoczął nadawanie, meldując pozycję oraz fakt ostrzału artyleryjskiego. Dowódca U-Boota postanowił wobec tego szybko zatopić statek, przy użyciu pojedynczej torpedy nastawionej na przebieg po powierzchni. Wystrzelony z wyrzutni numer 1 pocisk działał prawidłowo, detonując swoją głowicę z 280 kg TNT w śródokręciu jednostki.
Wg dziennika pokładowego, pierwszą jednostką zatopioną przez U-48 był „Royal Sceptre” o tonażu 4853 BRT, który zatonął o godzinie 1338. Radiooperator statku pozostał na trafionej jednostce do momentu jej zatonięcia, do ostatniej chwili wzywając przez radio pomocy dla rozbitków w łodziach ratunkowych, i ostatecznie utonął wraz ze swoim statkiem. W reakcji na to Herbert Schultze powiedział do swojej załogi:

Czapki z głów panowie! Teraz wiecie jaki jest nasz wróg. On będzie dużym wyzwaniem dla nas. Nie będzie łatwo, bo jest gotowy do poświęceń w sytuacji największego zagrożenia.

Po zatonięciu statku na wodzie pozostały dwie łodzie ratunkowe – pierwsza z nich wypełniona była kobietami i dziećmi, w drugiej zaś znajdowali się członkowie załogi zatopionej jednostki. Krótko potem oficer wachtowy zameldował kolejną jednostkę wyłaniająca się ze szkwału. Okazał się nią być brytyjski parowiec „Browning” w drodze do Ameryki Łacińskiej. Gdy płynąca jednostka przypłynęła wystarczająco blisko aby być w stanie odczytać sygnały flagowe, przekazał jej rozkaz zwrotu na południe i podjęcia rozbitków z zatopionego „Royal Sceptre” znajdujących się w odległości 13 mil. Kapitan „Browninga” najwyraźniej jednak nie zrozumiał międzynarodowego kodu sygnałowego i mimo że nie był atakowany wydał swojej własnej załodze rozkaz upuszczenia statku, która zajęła miejsca w łodziach ratunkowych. Sfrustrowany tym Schultze nakazał swojej załodze rozkaz okrążenia łodzi na hol celem przyholowania ich do brytyjskiego statku. Wzbudziło to wątpliwości wśród załogi U-Boota, gdyż „Browning” sam w sobie był znakomitym celem. Dowódca okrętu wyjaśnił jednak załodze konieczność przestrzegania prawa pryzowego i propagandowe konsekwencje oskarżenia ich o zbrodnię wojenną, co z pewnością uczyniliby Brytyjczycy.
|                  | Stanowisko       | Patrole | Czas sprawowania funkcji | Czas sprawowania funkcji |
| ---------------- | ---------------- | ------- | ------------------------ | ------------------------ |
| Herbert Schultze | dowódca          | 5       | 22 kwietnia 1939         | 20 maja 1940             |
| Herbert Schultze | dowódca          | 3       | 16 grudnia 1940          | 27 lipca 1941            |
| Teddy Suhren     | 1. oficer        | 9       | 22 kwietnia 1939         | 9 listopada 1940         |
| Otto Ites        | 2. oficer        | 9       | kwiecień 1939            | listopad 1940            |
| Otto Ites        | 1. oficer        | 1       | listopad 1940            | marzec 1941              |
| Erich Zürn       | starszy mechanik | 9       | grudzień 1939            | lipiec 1941              |

U-48 z najwyższą prędkością podpłynął do łodzi „Browninga”, i gdy okręt zbliżał się do nich dowódca statku dawał załodze U-Boota znaki, podczas gdy jego załoga podniosła ręce do góry, na znak poddania się. Schultze zatrzymał swój okręt w odległości odpowiedniej aby dryf skierował go wolno w kierunku łodzi, i gdy była możliwa rozmowa, nakazał dowódcy statku powrócić wraz ze swoimi ludźmi na „Browninga” i podjąć z wody rozbitków „Royal Sceptre”. Kapitan brytyjskiego statku podejrzewał w tym nazistowski podstęp, niechętnie jednak powrócił ze swoją załogą na statek, i wkrótce podjął z wody rozbitków zabierając ich do Brazylii. Ostatecznie „Browning” został zatopiony 12 listopada 1942 roku przez U-593. W międzyczasie oficer obsługujący radio, przekazał niemieckiemu dowódcy, informację o brytyjskim ostrzeżeniu radiowym o obecności U-Bootów w rejonie U-48, toteż spodziewając się ścigających jego okręt niszczycieli, Schultze szybko oddalił swój okręt na północ. 6 i 7 września U-48 zatrzymał kilka neutralnych statków, lecz umożliwił im dalszy rejs.
7 września okręt był jednym z 10 U-Bootów które otrzymały rozkaz powrotu do bazy celem przygotowania do atlantyckich patroli w październiku. Z uwagi bowiem na niewielką liczbę dostępnych jednostek, Donitz nie mógł sobie pozwolić na jednoczesny powrót do bazy wszystkich okrętów, i pozostawienie brytyjskich szlaków atlantyckich bez jakichkolwiek własnych okrętów podwodnych. 8 września U-48 napotkał frachtowiec „Winkleigh” (5055 BRT) który przewoził do Wielkiej Brytanii materiały wojenne. Po umożliwieniu załodze zajęcia miejsc w łodziach ratunkowych, Schultze zatopił go pojedynczą torpedą. Tego samego dnia napotkał kolejną brytyjską jednostkę „Firby”, którą zatrzymał za pomocą działa, a po zejściu załogi ze statku, zatopił go za pomocą pojedynczej torpedy. Nadał następnie w języku angielskim wiadomość radiową w kanale otwartym o treści „CQ CQ CQ for Mr Churchil, have sunk British frighter Firby at position 59.40 degrees N, 13.50 degrees W, rescue crew if you please”. Treść tego komunikatu była następnie odczytywana w brytyjskiej Izbie Gmin, pokazywała bowiem że niemieckie okręty podwodne prowadziły w tym czasie wojnę podwodną ściśle przestrzegając prawa międzynarodowego. 12 września okręt obrał kurs na Niemcy, gdzie zawinął 17 września kończąc swój pierwszy patrol bojowy.

#### Grupa Hartman
| U-Flotylla „Wegener”  | Kilonia                 | kwiecień 1939    | grudzień 1939    | status operacyjny |
| 7. Flotylla „Wegener” | Kilonia / Saint-Nazaire | styczeń 1940     | czerwiec 1941    | status operacyjny |
| 26. Flotylla Szkolna  | Piława                  | Lipiec 1941      | marzec 1942      | okręt szkolny     |
| 21. Flotylla Szkolna  | Piława                  | kwiecień 1942    | październik 1943 | okręt szkolny     |
| 3. ULD                | Neustadt                | październik 1943 | 3 maja 1945      | okręt szkolny     |

4 października 1939 roku U-48 wyszedł na swój drugi patrol wojenny, dowodzony przez Herberta „Vaddi” Schultze, z „Teddim” Suhrenem w roli 1. oficera, Otto Itesem jako 2. oficerem i pierwszym mechanikiem Erichem Zürnem. W patrolu tym, okręt Schultze'a został przydzielony przez Dönitza do dowodzonej przez korvettenkapitäna Wernera Hartmanna na U-37 „Grupy Hartman”. „Grupa Hartman” miała po wyjściu z Niemiec osiągnąć najpierw pozycje na południowy zachód od Irlandii, po czym na rozkaz FdU przejść bardziej na południe w kierunku Gibraltaru, przy czym FdU udzielił Hartmanowi autoryzacji do samodzielnego podjęcia ostatecznej decyzji o przejściu w kierunku podejść do cieśniny, bądź też o operowaniu dalej od brytyjskiej bazy morskiej, wzdłuż zachodniego wybrzeża Półwyspu Iberyjskiego, gdzie spodziewano się lepszych niż na północy warunków pogodowych.

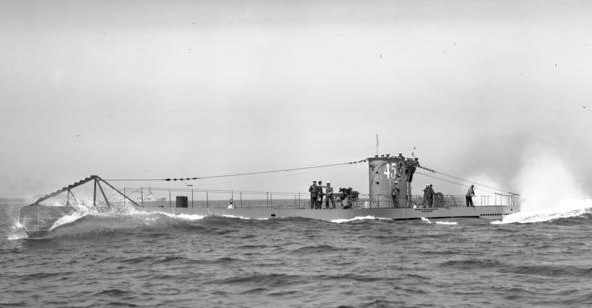
Wchodzący w skład Grupy Hartman U-45 – okręt prototypowy typu VIIB – został podczas tego patrolu zatopiony przez brytyjskie niszczyciele, na południowy zachód od Irlandii

„Grupa Hartman” była pierwszą podczas tej wojny próbą realizacji opracowanej przez Dönitza taktyki „grup skoordynowanego ataku”, którą FdU widział jako remedium na braki w zakresie rozpoznania morskiego oraz brak dostatecznej w tym czasie liczby okrętów podwodnych, przede wszystkim zaś jednak w odpowiedzi na zorganizowanie przez aliantów większości transportu morskiego w formę konwojów. W 1935 roku, podczas włoskiego ataku na Abisynię, komórka kryptologiczna Kriegsmarine B-Dienst złamała niemaszynowe kody operacyjne Royal Navy, wkrótce potem zaś niezabezpieczone kody brytyjskiej marynarki handlowej. Toteż gdy w październiku 1939 roku brytyjskie transporty morskie zostały zorganizowane w konwoje, Dönitz postanowił wprowadzić w życie swoją taktykę „wilczych stad”, i korzystając ze wskazań B-Dienst naprowadzać grupy skoordynowanego ataku na wykryte konwoje. Brał jednak pod uwagę niewystarczającą liczbę dostępnych okrętów podwodnych oraz złe warunki pogodowe na północnym Atlantyku, postanowił więc wykorzystać je na mniej zagrożonym obszarze na zachód od cieśniny gibraltarskiej. Gdy okręty pierwszego podczas II wojny światowej „wilczego stada” znajdowały się w drodze na wyznaczone pozycje, 4 października Adolf Hitler zniósł jedno z nałożonych dotąd na U-Booty ograniczeń – niemieckie okręty podwodne mogły odtąd atakować natychmiast po wykryciu i bez ostrzeżenia wszystkie zaciemnione statki, także neutralne, w pobliżu Wysp Brytyjskich na Atlantyku i Morzu Północnym oraz w pobliżu atlantyckiego wybrzeża Francji. Utrzymał jednak w mocy obowiązek ratowania załóg zatopionych statków, jeśli nie stwarzałoby to zagrożenia dla U-Boota.
8 października, gdy Prien na swoim U-47 wychodził z Kilonii udając się na swój słynny rejs do Scapa Flow, U-48 z Schultzem znajdował się na zachód od Szetlandów, osiem godzin później na półocny zachód od Orkadów, zaś o godzinie 2000 na północny zachód od Hebrydów, gdzie w myśl założeń spodziewane było napotkanie brytyjskich powietrznych i morskich jednostek patrolowych. Dopiero jednak 12 października o 0700 rano obserwatorzy na kiosku zameldowali od dostrzeżeniu statku 7 mil na prawej burcie płynący z prędkością 15 węzłów, za którym U-48 podjął pościg. Wkrótce jednak zauważono kolejną jednostkę, znajdującą się w lepszej pozycji do ataku i płynąca wolniej. Okręt podwodny mógł więc zanurzyć się, w oczekiwaniu aż napotkany statek sam nadpłynie wystarczająco blisko, aby kapitan Schultze natychmiast po wynurzeniu mógł zażądać jego zatrzymania się. Zatrzymany statek, „Lido”, okazał się jednak jednostką zmierzająca do Dublina z ładunkiem tarcicy, toteż dowódca U-48 umożliwił mu dalszy rejs, z ostrzeżeniem o natychmiastowym zatopieniu w razie użycia radia przez irlandzki statek. O 1610 jednak, obserwatorzy dostrzeli duży tankowiec na bakburtcie, którym wkrótce okazał się francuski „Emile Miguet” o pojemności 14 115 ton, maruder z konwoju KJ2 z Kingston na Jamajce do Europy. Schultze rozkazał zatrzymać okręt strzałem z działa pokładowego, operator radia poinformował jednak że tankowiec droga radiową wzywa pomoc, toteż załoga U-Boota otworzyła ogień artyleryjski bezpośrednio w statek, którego załoga szybko zajęła miejsca w łodziach ratunkowych, a w celu przyspieszenia jego zatonięcia, niemiecki okręt zatopił go torpedą.

##### Heronspool

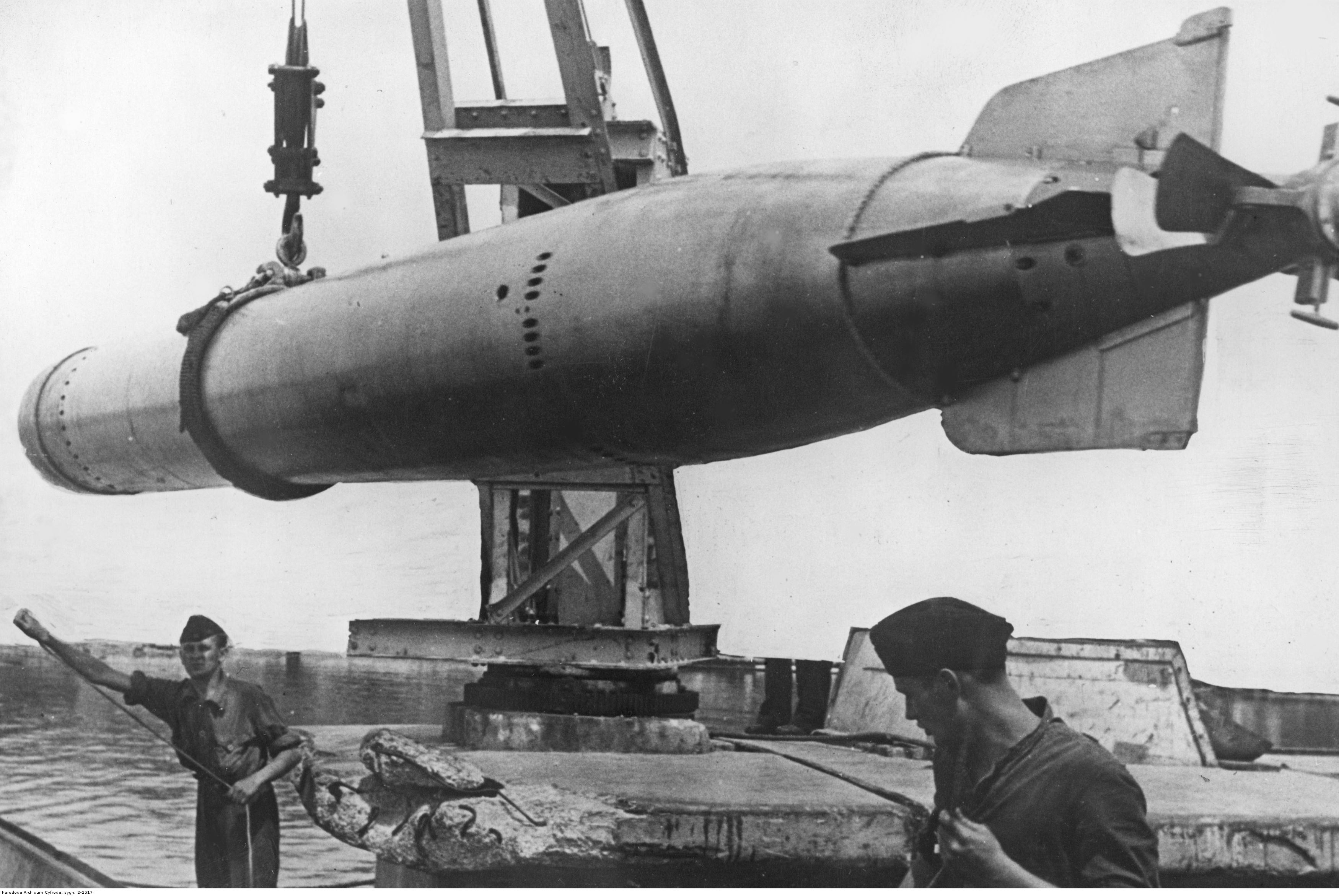
Torpeda G7e

Gdy U-48 działając niezależnie od swojego „stada” wykonywał coup de grâce dla „Emile Miguet”, obserwator na mostku zameldował płynący bez świateł kolejny parowiec. Według innej wersji wydarzeń, kapitan brytyjskiego statku „Heronspool” (5202 ton) z odległości 5 mil słyszał strzały artyleryjskie niemieckiego okrętu i za pomocą parowego gwizdka swojej jednostki oddał 12 sygnałów ostrzegawczych w celu zaalarmowania swojej załogi, te z kolei zostały usłyszane na U-48. Schultze skierował swój okręt w jego kierunku, a o godzinie 2024 1. oficer Teddy Suhren rozkazał odpalić pojedynczą torpedę w kierunku nowego celu. Pocisk eksplodował jednak tuż po opuszczeniu wyrzutni, w odległości zaledwie 100 metrów od dziobu U-Boota. „Heronspool” który zagubił swój OB 17 rozpoczął nadawanie radiowego sygnału alarmowego SOS, zaś U-48 zbliżał się do niego na maksymalnej prędkości. Brytyjski statek pierwszy otworzył ogień za pomocą swojego umieszczonego na rufie działa. O godzinie 2045 U-48 wystrzelił drugą torpedę, o 2115 zaś kolejną – obie bez rezultatu, co spowodowało wybuch wściekłości u Herberta Schultze, który oskarżył Inspektorat Torped o sabotaż. W tym czasie artylerzyści statku niecelnie ostrzeliwali U-Boota. Nie chcąc jednak ryzykować trafienia pociskiem artyleryjskim, U-48 przerwał swój atak, aby zejść z wrogiej linii strzału. Po nastaniu całkowitej ciemności, niemiecki okręt przystąpił do ponownego ataku, z Teddym Suhrenem osobiście za okularem UZO bezpośrednio połączonym z analogowym komputerem torpedowym w centrali bojowej okrętu. O godzinie 2305 U-48 wystrzelił czwartą torpedę – ponownie nie osiągnąwszy trafienia – tymczasem statek odpowiadał ogniem artyleryjskim. U-48 wykonał półkolisty unik, po czym o 2350 wystrzelił piątą torpedę. Również i ta nie dosięgła jednak „Heronspoola”. Schultze rozkazał w tej sytuacji wystrzelić szóstą torpedę, korzystając z wyrzutni rufowej. Pocisk z piątej wyrzutni eksplodował jednak tuż po wystrzeleniu, w odległości 150 metrów od rufy jednostki.
O godzinie 0101 ponownie gotowe do strzału były dziobowe wyrzutnie numer 1, 2 i 3, toteż o 0116 U-48 wystrzelił siódmą torpedę, która trafiła i eksplodowała poniżej dziobówki, co spowodowało zatrzymanie statku, którego załoga zaczęła pośpiesznie opuszczać jednostkę. Niemal w tym samym momencie, dostrzeżony został kolejny statek, toteż U-Boot porzucił swoją ofiarę i ruszył w pościg za nowym celem, wkrótce jednak stracił z nim kontakt wzrokowy, toteż zawrócił w kierunku „Heronspoola”. Brytyjska jednostka była już jednak ledwo widoczna ponad wodą, w związku z tym Schultze rozpoczął podejście do kolejnej jednostki, która została wykryta o 0700. Napotkaną jednostką był francuski parowiec „Louisiane”, który rozpoczął nadawanie przez radio, wobec czego Schultze rozkazał ostrzelać instalację radiową jednostki. Po zamilknięciu radia, Schultze polecił załodze statku zajęcie miejsca w łodziach ratunkowych, po czym zatopił jednostkę przy pomocy dziesięciominutowego ostrzału artyleryjskiego poniżej linii wodnej. Załoga frachtowca została niedługo później podjęta przez brytyjskie niszczyciele HMS „Ilex” i „Imogen”, które wkrótce potem zaatakowały bombami głębinowymi niemiecki okręt podwodny – zmuszając do awaryjnego wynurzenia U-42, który z uszkodzonym kadłubem sztywnym zaraz jednak zatonął.
| Dowódca             | Liczba patroli | Zatopione jednostki | Zatopiony tonaż |
| ------------------- | -------------- | ------------------- | --------------- |
| Herbert Schultze    | 8              | 26                  | 183 000         |
| Hans Rudolf Rösing  | 2              | 12                  | 60 000          |
| Heinrich Bleichrodt | 2              | 14                  | 78 000          |
| Siegfried Atzinger  | –              | –                   | –               |
| Diether Todenhagen  | –              | –                   | –               |
| Łącznie             | 12             | 52                  | 321 000         |